# Наша страна (газета, Аргентина)
«На́ша страна́» — русская эмигрантская газета, основанная И. Л. Солоневичем в Аргентине (Буэнос-Айрес) в 1948 году.

## История
Газета «Наша страна» была создана Иваном Солоневичем, переехавшим после войны в Аргентину, как орган «Российского народно-монархического движения». Первый номер газеты вышел 18 сентября 1948 года. Газета выходила раз в месяц, продавалась в двух киосках Буэнос-Айреса и рассылалась по сохранившимся адресам подписчиков «Голоса России» — первой газеты Солоневича. Своей целью Солоневич ставил пропаганду национально-государственной идеологии, идей «народной монархии» среди эмиграции. Почти все материалы газеты были посвящены России и связанным с ней темам, публикации на аргентинскую тематику появлялись редко. В 1949 года при газете было создано издательство «Наша страна», опубликовавшее более 50 книг и брошюр. Большое содействие налаживанию выпуска и распространения газеты оказал Всеволод Левашов-Дубровский, вместе с женой, урожденной Киреевой, переехавший в Аргентину. После высылки Солоневича из Аргентины в 1950 году он возглавил газету.
После выхода 60 номеров газета стала еженедельной. В газете печатались такие авторы, как Борис Башилов (слова которого: «После падения большевизма только Царь спасёт Россию от нового партийного рабства» стали лозунгом газеты), Михаил Спасовский, Николай Потоцкий, Михаил Зызыкин, Борис Ширяев, Николай Былов, Григорий Месняев, Сергей Войцеховский, Владимир Рудинский (Д. Ф. Петров), Борис Хольмстон-Смысловский, Евгений Месснер.
После смерти самого Дубровского в 1966 году продолжила издание газеты его вдова, Татьяна Владимировна, в 1967 году поручившая редактирование Николаю Казанцеву. В период, когда газета выходила под редакторством Дубровских, она входила в Общероссийский монархический фронт. После смерти Татьяны Дубровской в 1982 году издателем стал её брат Михаил Киреев, редактором оставался Николай Казанцев. Он является её редактором и по сей день. Газета стоит на позициях непримиримого антисоветизма, антикоммунизма, монархизма и героизации русского освободительного движения во Второй мировой войне.
В 1950—1980-х годах среди сотрудников и авторов газеты были Николай Казанцев (Олег Бартенев, П. Савельев, Б. Гасан), С. Л. Войцеховский (В. Ф. Вальдемарс), генерал Борис Хольмстон-Смысловский, Б. К. Ганусовский, Людмила Келер, Леонид Кутуков (Николай Кремнев), Анатолий Макриди-Стенрос (А. Ламберт), Алексей Ростов (С. В. Гротов), Борис Ряснянский, Юрий Слёзкин, Евгений Фест, Игорь Шмитов, протодиакон Герман Иванов-Тринадцатый.
После падения СССР редакция не признала легитимной современную власть Российской Федерации. Вместе с тем, Николай Казанцев активно привлекал к сотрудничеству авторов из бывшего СССР. После кончины в январе 2009 года М. В. Киреева, издателем газеты является Лидия де Кандия.
В 1990-е и особенно 2000-е годы, после начала диалога между Московским Патриархатом и РПЦЗ, в издании публиковались многочисленные статьи критиков подобного сближения как из РПЦЗ, так и из различных неканонических юрисдикций. В 2004 году, такую позицию газеты осудил епископ Александр (Милеант): «На вопрос сближения нашей Церкви с Церковью в России отрицательное влияние в Южной Америке ещё оказывает газета „Наша Страна“. Эта патриотическая газета, более шестидесяти лет честно боровшаяся с коммунизмом, с падением коммунизма в России оказалась вдруг без определённого врага. Что же остается делать её редакторам и сотрудникам? Закрыть газету? — Жалко! Поэтому, в духе прежней непримиримости к коммунизму, газета все усилия направила на „разоблачение“ теперешних церковных и политических администраторов России. Дух газеты стал мрачным и озлобленным».  Подписание Акта о каноническом общении было встречено в штыки, а те кто принял «Акт», по мнению Николая Казанцева, ушли в «сергианско-экуменический раскол». Митрополит Смоленский и Калининградский Кирилл (Гундяев), в ходе подготовки к дням Русской культуры в странах Южной Америке сказал, что данная газета ставит своей задачей создание негативного образа современной России и Русской Церкви: «Если посмотреть на ареал распространения этой газеты, оказывается, что он охватывает все русские приходы. Получается, что у людей нет другого источника информации о России. Поэтому когда мы удивляемся, почему тот или иной приход до сих пор не воссоединился с Московским Патриархатом, нужно иметь в виду, что члены этой общины сформировали своё мнение о Русской Церкви, черпая информацию только из этого единственного и весьма тенденциозного источника».
В 2017 году газета была под угрозой закрытия из-за финансовых трудностей. 14 октября 2017 года, в 3066-м номере газеты её главный редактор Николай Казанцев объявил, что данный выпуск будет последним: «На 70-м году жизни газеты, она прекращает своё существование. Проредактировав её 50 лет, мне было очень трудно принять такое решение, но иного выхода нет. Причина, как наверное догадываются читатели, весьма прозаическая — финансовая. Денежный кризис, из которого я не смог найти выхода. Десятилетиями я докладывал недостающие для издания номеров „Нашей Страны“ средства из собственного кармана, но выйдя на пенсию, и в силу других возникших денежных затруднений личного характера, мне стало невмоготу сие дальше делать. В частности и потому, что в последнее время количество платных подписчиков катастрофически сократилось, да и многие считающиеся таковыми — порою годами не вносят плату за газету. Это и немудрено. Средний возраст читателей бумажного издания газеты в Зарубежье — где-то около 80 лет, а то и выше <…> Мне скажут, почему бы не издавать дальше газету электронным способом? Потому что 90 процентов подписчиков „Нашей Страны“, в силу их преклонного возраста, интернетом так и не пользуются. А ведь смыслом существования газеты всегда было обслуживание белой эмиграции. Да и сердце у меня, журналиста старого покроя, не лежит к этому виду издания. Ради бумажного выпуска стоило вкладывать такую массу сил в дело, но ради электронного — пороха уже нет». Однако 18 ноября 2017 года Казанцев выпустил новый номер. В дальнейшем, благодаря поддержке частных лиц из России издание газеты возобновилось.

## Главные редакторы
- Иван Солоневич (1948—1950)
- Всеволод Левашов-Дубровский (1950—1966)
- Татьяна Дубровская (1966—1967)
- Николай Казанцев (с 1967)[11]